# アウトリーチ
アウトリーチ（英: Outreach）とは、「手を伸ばすこと」を意味する英語から派生した言葉で、公的機関や文化施設などによる地域への出張サービスのことである。

## アウトリーチの必要とされる分野
- 医療分野などにおいて、病院の勤務医は患者が病院に来るのをただ待つという態度であるが、地域に溶け込む必要性がある開業医は往診などをする
- 社会福祉事業の従事者が、クライアントのところへ直接的に出向いて、心理的なケアとともに必要とされる支援に取り組むこと[3]
- 美術館・博物館が裾野を広げる契機として施設訪問など対外的な広報活動をすること、マイノリティの人々が自らの存在を周知させるための活動

を指して用いられることが多い。近年では、地方自治において住民主体のまちづくりの取り組みが盛んになりつつある中で、まちづくりに対する地域住民の声を収集したり、関心を高めたりする活動をアウトリーチとしている。
アメリカの図書館では、図書館サービスの受けられない地域に対する活動をエクステンションサービス、サービスの圏内であるのにサービスが行き届いていない住人に対する活動にアウトリーチの用語が使われることが多い。

## まちづくりにおけるアウトリーチ
近年、地方自治分野において盛んとなりつつある、住民主体のまちづくりにおいて、自由参加・自由テーマで地域の将来を考えるワークショップや電子会議室などのICTを活用することにより、地域の課題についての学習や意見交換、合意形成が図られている。しかし、ワークショップは基本的に自由参加であり、関心がある人しか集まらない。また、参加の意欲はあっても都合がつかず参加できないという人も多く、まちづくりにおいてワークショップへの参加者が得られにくい。よって、電子会議室などのようなICT技術を用いて、行政のホームページに電子会議室を開設することで、ワークショップに参加しなかった人々や参加できなかった人々に対する参加と情報収集の機会提供が図られている。今日、世界的にもインターネットの普及率が高まる中、こうした電子会議室はワークショップなどに参加できない人に対してもまちづくりへの関心と参画意欲を高めるための機会提供の場となっている。
しかし、インターネット普及率も100%ではなく、ICTを用いたとしてもすべての住民の意見を収集できる訳ではない。そこで、ワークショップやICTに参加しなかった、又は参加する事ができなかった住民の意見を十分にまちづくりに反映させようと、実際に住民のもとに行政ないしまちづくり関係者が出向き、直接的に意見募集を行うことが期待される。これがまちづくりにおけるアウトリーチである。
アウトリーチの効果としては、ワークショップなど多様な議論の機会に加われなかった人々の意見をもらさず聞くことができるという点、また、アウトリーチ活動を展開する行政職員やまちづくり担当役員が直接的に住民と対話することで行政・地域と住民一人一人の親睦と交流が深まり、ソーシャル・キャピタルの充実に貢献が期待できるという点にある。

## 科学技術分野におけるアウトリーチ
研究者や研究機関が研究成果を国民に周知する活動をさす。政府から研究費の補助を受けた場合、その義務としてアウトリーチ活動が課される場合もある。国際会議や国際シンポジウム等を開いて、広く一般に成果を発表する場合や、研究論文を学会誌などに投稿して世に知らしめる場合なども、アウトリーチ活動であるといえる。また、同分野の専門家以外を対象とした、一般向けの成果発表会、普及講演、研究施設の一般公開などもアウトリーチ活動に含まれる。近年では、双方向性が重視されており、研究者からの一方的発信ではなく、一般社会からのフィードバックが必須とされる傾向にある。

## 臨床心理学領域におけるアウトリーチ
臨床心理学領域においてもアウトリーチが重要視されており、ひきこもりや不登校ケースへの訪問カウンセリングや、災害や惨事での緊急支援活動としても実践されている。様々な境遇の人たちに心理的支援を行うには、相談室に来談する人を対象とするだけでは十分ではなく、ニーズを抱える人たちのいる現場に出向いて、生活状況を把握し、支援を届けたり日常場面での支援に活かしたりする姿勢が求められる。
アウトリーチでは、受援動機を持たない人や自ら支援を要請するのが難しい人、サービス利用に不安や拒否感情を抱く人なども支援対象とすることができ、訪問を通して潜在的な支援ニーズを拾うことができる。そのことにより、深刻な状態に至る前に予防的アプローチが可能になるとともに、問題解決への準備性が整えられる。

## 子ども家庭分野におけるアウトリーチ
子ども家庭分野において、ニーズに気が付かない家庭や、支援に拒否的な家庭は、重度化するまで支援対象にならない場合が多い。しかし支援の必要な家庭の背景は複雑、多様で個別性が高く、虐待傾向を持つ親は非難されることへの不安等から、自主的に相談したり支援機関を訪れたりするケースは少ない。そのため、ソーシャルワーカー側から近づき関係機関と協力してアウトリーチを行い、粘り強く関係性を構築し、ニーズを引き出し、継続的な支援・援助につなげることはソーシャルワークにおける重要な役割である。
児童虐待予防に向けた早期支援のためにソーシャルワーカーは、困難が深刻化する前に関係機関と連携しながら積極的にアウトリーチを行い、地域で家族を支えていくためのネットワーク形成に向けたコーディネートと、不足したニーズを補うケースマネジメントをすることが必要である。